# Gone Fishin'
Gone Fishin' (Brasil: Pescando Confusão / Portugal: A Grande Pescaria) é um filme de comédia estadunidense de 1997, estrelada por Joe Pesci e Danny Glover, como dois entusiastas da pesca. Nick Brimble, Rosanna Arquette, Lynn Whitfield e Willie Nelson co-protagonizam. Este filme é a única colaboração entre Glover e Pesci fora da série de filmes Lethal Weapon.
Quando Gone Fishin' estava nos estágios iniciais de desenvolvimento durante o início dos anos 90, os papéis de Joe e Gus foram oferecidos primeiramente a John Candy e Rick Moranis. Ambos recusaram, pois estavam ocupados com outros projetos. Uma vez que o filme recebeu a luz verde em 1995, Joe Pesci e Danny Glover acabaram sendo escalados como protagonistas. John G. Avildsen foi indicado para dirigir o filme e já o filmou nas duas primeiras semanas, mas ele foi demitido da Disney e pagou seu salário de US$2 milhões para o estúdio, e Christopher Cain imediatamente assinou contrato para substituí-lo.
Durante a produção do filme, a dublê Janet Wilder foi morta quando um barco que foi feito para pular uma rampa em uma das cenas pousou em cima dela. O marido de Wilder e o sogro também ficaram feridos.
O filme foi uma decepção de bilheteria, orçado em US$53 milhões de dólares e arrecadando apenas US$19,745,922. Também recebeu críticas, com o crítico de cinema Leonard Maltin dando ao filme uma classificação "bomb", sua classificação mais baixa. Ele o chamou de "irritantemente sem graça" e declarou que era um desperdício do talento de Pesci e Glover. O crítico de cinema Chris Hicks, de Salt Lake City, disse que após Pesci ter feito Gone Fishin' e 8 Heads in a Duffel Bag a Academy Awards deveria tê-lo pedido para devolver o Oscar que ele ganhou por Goodfellas. O filme atualmente detém uma classificação de 4% em Rotten Tomatoes baseado em 27 avaliações, com uma pontuação média de 2,32/10 com o consenso de que o filme foi um "ponto baixo nas carreiras de seus dois talentos".
Em seu livro Red Lobster, White Trash e Blue Lagoon, Joe Queenan diz que estava "tão envergonhado com Joe Pesci que ele era conhecido por esperar fora dos cinemas mostrando um filme chamado Gone Fishin' e dar àqueles poucos clientes que passavam dinheiro de volta, em nome da "American Cellionid Retribution Society".

## Sinopse
Joe Waters (Pesci) e Gus Green (Glover) são amigos sorrateiros, mas felizes, que vivem modestamente em Newark, New Jersey, e se conhecem desde a infância. Eles compartilham o hobby de pescar e ganham uma estadia nos Everglades da Flórida para irem à pesca, mas prometem voltar para casa a tempo para o Dia de Ação de Graças.
No caminho, no entanto, ao parar em um bar, eles encontram um inglês, Martin (Brimble), que discretamente rouba as chaves do carro de Joe e sai. Joe e Gus são obrigados a empurrar seu barco pela estrada até que eles sejam atendidos por duas mulheres, Rita (Arquette) e Angie (Whitfield), que estão atrás de Martin e oferecem-lhes uma carona. Durante o passeio, um solavanco faz com que o barco se desconecte do carro, deixando Joe e Gus novamente abandonados, e o barco é enganchado acidentalmente em um trem e se afastou junto com sua cerveja e suprimentos. Joe e Gus pegam carona com dois homens, mas no caminho, eles veem o carro em um posto de gasolina e investigam. Joe vai confrontar Martin dentro do banheiro, mas recua quando ele pega Martin carregando uma arma. Joe e Gus fogem do posto de gasolina em seu carro e descobrem uma faca manchada de sangue no painel.
Joe e Gus ficam em um parque de trailers durante a noite, e enquanto assistem a um documentário na televisão, eles descobrem que Martin é Dekker Massey, um criminoso procurado que roubou várias mulheres e está implicado em ter esfaqueado sua última vítima até a morte e escondeu seu dinheiro e jóias em algum lugar. Os apresentadores oferecem uma recompensa pela captura de Dekker, e Joe e Gus decidem entregar a faca depois de sua viagem de pesca. Enquanto isso, Dekker começa a perseguir Joe e Gus.
Seguindo uma recomendação do dono do estacionamento, Joe e Gus visitam o estaleiro de Phil Beasly e alugam uma lancha, mas acabam quebrando quase todos os equipamentos do barco, perdendo a faca e destruindo o estaleiro acidentalmente. Atormentados, eles decidem voltar para casa mais cedo, mas acabam com um pneu furado. Enquanto pega o pneu sobressalente do porta-malas, Joe descobre um mapa que leva à fortuna de Dekker. Eles reservam um quarto em um hotel próximo e, enquanto jantam, eles são encontrados por Rita e Angie, que os questionam sobre Dekker e revelam que estão atrás dele porque a mãe de Rita era uma das vítimas de Dekker. Joe e Gus prometem levar Dekker à justiça, mas naquela noite Gus sonha e inicia um incêndio no hotel, destruindo sua suíte e o mapa. Eles mal conseguem escapar sem serem detectados, apesar de seu carro quebrar na estrada e Joe é atingido por um raio enquanto tenta consertá-lo. Em vez de matá-lo, o raio aumenta a memória de Joe e ele é capaz de liderar o caminho para a caverna onde Dekker escondeu sua fortuna. Apesar de uma briga com um jacaré, eles recuperam o tesouro e escapam, mas são abordados por Dekker. Sob a mira de uma arma, Dekker os obriga a empurrar o carro de Joe para o pântano e os amarra dentro de um escritório do xerife, com a intenção de fugir do país com o tesouro.
Depois que Dekker sai, no entanto, Joe e Gus são encontrados e libertados por seu ídolo, Billy "Catch" Pool (Nelson), e eles decidem parar Dekker. Depois de uma longa perseguição pelo pântano, Joe e Gus encontram e capturam Dekker momentos antes de sua fuga de avião e o entregam à polícia. Embora eles reivindiquem o dinheiro da recompensa, Joe e Gus são obrigados a gastá-lo principalmente com os danos que causaram durante a viagem.

## Elenco
- Joe Pesci como Joe Waters
- Danny Glover como Gus Green
- Rosanna Arquette como Rita, filha de uma das vítimas de Dekker Massey
- Lynn Whitfield como Angie, melhor amiga de Rita
- Willie Nelson como Billy Pooler, um pescador profissional que é ídolo de Joe e Gus
- Nick Brimble como Dekker Massey, um vigarista britânico
- Gary Grubbs como Phil Beasly, o proprietário de um estaleiro naval
- Carol Kane como Donna Waters, esposa de Joe
- Edythe Davis como Cookie Green, espoda de Gus
- Jenna Bari como Gena Waters, filha de Joe
- Raynor Scheine como Glenn, o proprietário de um parque de trailers
- Maury Chaykin como Kirk, um garçom que brilha com Joe e Gus
- Louise Fletcher como dono de um restaurante (não creditado)